# BOW AND ARROW
BOW AND ARROW是日本歌手米津玄師的歌曲，單曲形式由Sony Music Labels發行至各音樂串流媒體平台，並有和Plazma共同收錄的雙A面單曲形式。這首歌曲是日本漫畫改編電視動畫《金牌得主》的原創主題曲，其作品題材以花式滑冰為主軸，花式滑冰運動員羽生結弦參與演出這首歌曲的音樂錄影帶。

## 背景
BOW AND ARROW是日本漫畫改編電視動畫《金牌得主》的原創主題曲。身為《金牌得主》原作粉絲的米津玄師，得知即將製作動畫，便主動尋求為動畫製作歌曲。米津玄師也對這首單曲發表了感言：
我本身是原作的粉絲，當初看到改編動畫的消息時，就想說能不能為這部作品創作一首歌曲，這也是『BOW AND ARROW』的誕生契機。總之，這部作品非常優秀，全人類都該看過一次，也希望藉由動畫接觸這部作品的人可以好好享受這部作品與歌曲。
米津玄師在訪談中表示，歌曲名稱的構想是完成歌曲的第一次副歌後才出現，從「放開手」這句歌詞，以「推動的人」與「被推動的人」之間的關係為方向思考。他考慮過飛機彈射器與投擲槌子兩個意象，最終決定以弓與箭作為代表。
動畫製作方對米津玄師提議歌曲的風格能與他的另一首歌曲Peace Sign類似。米津玄師藉此希望這首歌能成為Peace Sign的延伸，Peace Sign描寫孩子的視角，而BOW AND ARROW轉為描寫支持者的視角。此外，歌曲的發行音源與動畫片頭曲使用的音源有差異，原因為米津玄師製作完整版歌曲時已與動畫版歌曲間隔一段時間，他想製作的內容已經有所不同，他認為必須重新開始製作。

### 音樂錄影帶
這首歌曲的音樂錄影帶由林響太朗監督，羽生結弦參與演出，並有由羽生結弦表演短曲項目的版本。短曲項目版本公開後，官方也發布了米津玄師與羽生結弦的對談影片。
BOW AND ARROW的歌曲長度2分55秒與花式滑冰短曲項目競賽的規定長度相近，因此羽生結弦往短曲項目的方向嘗試編舞與調整細節，包含短曲項目規定的得分動作。

## 發行與宣傳
2024年12月6日，宣布由米津玄師製作動畫《金牌得主》的原創歌曲BOW AND ARROW，並於2025年1月11日公開《金牌得主》的無字幕片頭影片與米津玄師為本曲拍攝的視覺照片。
單曲形式於1月27日發行。單曲封面圖片由米津玄師設計，封面上的人物為《金牌得主》的主角結束祈。與Plazma共同收錄的雙A面單曲形式於6月11日發行。

## 榜單成績
BOW AND ARROW於2月19日發布的Billboard Japan Download Songs以及2025年2月第2周的Oricon數位單曲周榜上皆獲得第2名，同時期米津玄師的單曲〈Plazma〉位居第一名。這也是米津玄師自2021年以來包辦排行榜前兩名。

## 收錄曲目
| 數位下載 | 數位下載      | 數位下載 | 數位下載 | 數位下載 |
| 曲序     | 曲目          | 词曲     | 编曲     | 时长     |
| -------- | ------------- | -------- | -------- | -------- |
| 1.       | BOW AND ARROW | 米津玄師 | 米津玄師 | 2:55     |
| 总时长： | 总时长：      | 总时长： | 总时长： | 2:55     |

## 外部連結
- BOW AND ARROW的特設網頁
- 根據米津玄師 official site REISSUE RECORDS介紹